# Talpass (Engtal)
Der Talpass, auch Engpass, bezeichnet eine Engstelle im Gelände, die besondere Maßnahmen bei der Verkehrserschließung erfordert. Es ist keine geographisch definierte Geländeform. Talpässe sind entweder so eng, dass nur das Fließgewässer oder ein See im Bereich des Talbodens Platz hat, oder es sind historisch gesehen andere nicht durchquerbare Topographien vorhanden, welche eine Umgehung erfordern, wie zum Beispiel Sumpfgebiete im Talgrund.

Wege und Straßen werden dann entweder an den Talrand, auf Dämme oder in eine der Talflanken über dem Talgrund verlegt, oder man umgeht die Engstelle über einen nahen Bergpass (dann heißen Talungabschnitt und Bergpass oft gleich). In der Neuzeit werden Trassen zunehmend in Tunneln durch Bergflanken und -rücken angelegt.
Historisch erfolgte der Warentransport bei Verfügbarkeit von Seen und Flüssen – wo immer möglich – auf dem Wasser und kaum je auf Wegen und Straßen; auch bei Flüssen in beide Richtungen, solange dies machbar war. Somit waren gewisse Talpässe wenigstens in einer Richtung umgehbar; geflößtes Holz wurde zum Beispiel auf dem Alpenrhein von Reichenau bis Rheineck mit Waren beladen, nachdem der Rhein seit 1291 als freie Reichsstraße galt (Analogie zur Freien Reichsstadt).
In Ortsnamen findet sich auch der gleichbedeutende Begriff Klause.

## Bekannte Talpässe
(Sortiert nach dem Alphabet)

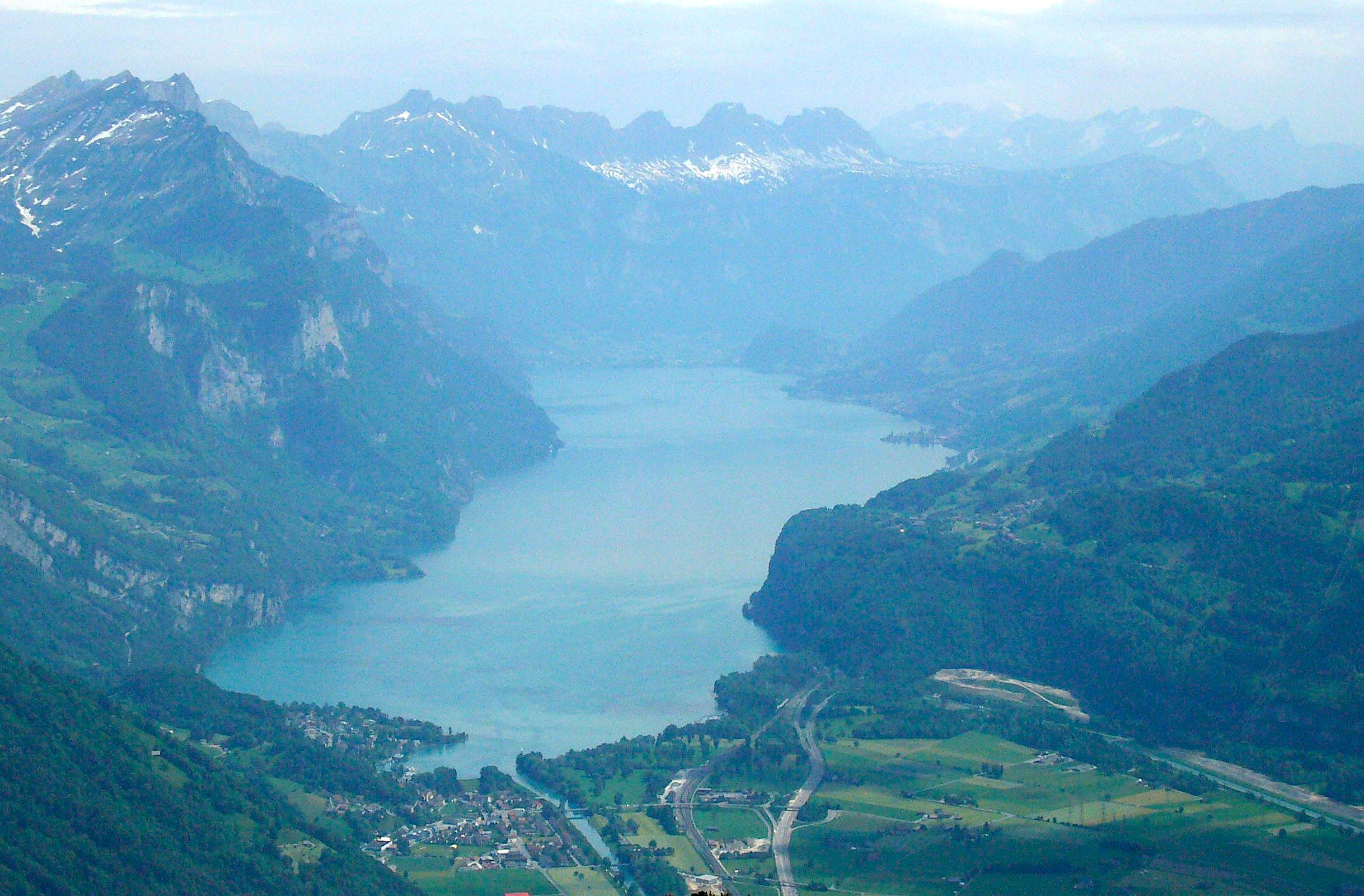
Kerenzerberg; ein Felsriegel am Walensee, durchstoßen erstmals vom Bahntunnel 1859, während eine Straße erst nach 1960 entlang dieser ehemaligen Bahntrasse gebaut wurde.

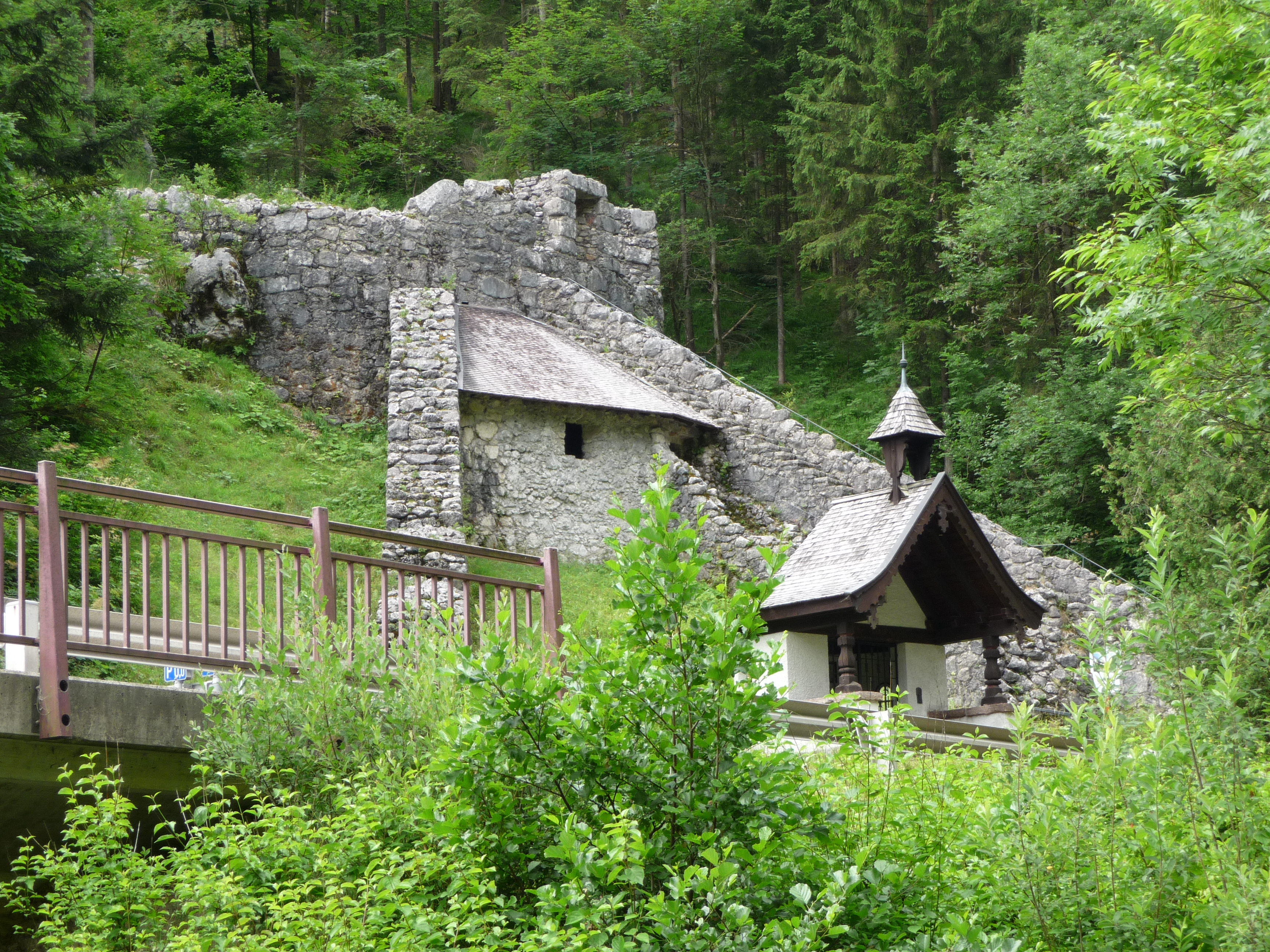
Festungsruine am Pass Strub

- Aareschlucht zwischen Meiringen und Innertkirchen als Zugang zu Sustenpass und Grimselpass (Kanton Bern, Schweiz), rund 80 Meter über dem Fluss.
- Ehrenberger Klause unterhalb der Burg Ehrenberg bei Reutte im Außerfern, Tirol. Engstelle der Via Claudia Augusta, später als Zollburg und Talsperre ausgebaut.
- Eisacktal (historisch) zwischen Bozen (232 m) und Kollmann/Waidbruck (Südtirol): zwischen Römerzeit (Via Raetia) und 14. Jahrhundert (Bau des Kunterswegs) unpassierbar, Wegführung über den Ritten (über 1000 m).
- Finstermünzpass im Inntal zwischen Nauders und Landeck (Tirol, Österreich). Engstelle der Via Claudia Augusta, später mit der Festung Siegmundsegg zur Zollburg ausgebaut.
- Umgehung der Sturzmasse des Flimser Bergsturzes auf der Hauptstrasse 19 zwischen Reichenau (599 m) und Ilanz (698 m) via Flims (Kanton Graubünden, Schweiz), mit Kulmination auf 1108 Metern, mehr als 400 Meter über dem Vorderrhein und der Rheinschlucht – Beispiel für einen per Bergpass umgangenen Talpass.
- Gaichtpass vom Tannheimer Tal zum Lechtal
- Kerenzerberg am Walensee zwischen Mollis und Mühlehorn (Kanton Glarus, Schweiz), 324 Meter über dem See – Beispiel für einen Talpass an einem See.
- Klobensteinpass, der zwischen dem österreichischen Kössen und dem bayrischen Schleching das so genannte Antenloch umgeht, eine Engstelle der Großache / Tiroler Achen.
- Klus am Eingang des Prättigau (Graubünden), mit Burg Fracstein als Zollburg und Talsperre ausgebaut.
- Kniepass an der Saalach bei Unken, Kniepass am Lech in Tirol – heißen nach dem markanten Flussknie der Engstelle.
- Pass Lueg, Salzachöfen im Salzachtal südlich von Hallein (Golling an der Salzach/Werfen, Land Salzburg) – vier Streckenkilometer, Dammbauten, Bundesstraße und Eisenbahn nehmen streckenweise das gesamte vorhandene Ufer ein, der eigentliche Pass Lueg ist eine kurze Anhöhe ca. 50 Meter über dem Fluss; die Tauernautobahn kürzt die S-förmige Talenge in zwei Tunneln ab und überspannt das Tal mit Brücken.
- Mandlingpass im Ennstal zwischen Radstadt und Schladming (Land Salzburg/Steiermark, Österreich).
- Rotenturmpass im Olt-Tal südöstlich von Sibiu (Südkarpaten, Rumänien).
- Scharnitzpass im Isartal zwischen Mittenwald (Bayern, Deutschland) und Seefeld (Bundesland Tirol, Österreich) – keine Überhöhung der Seefelder Straße (E 533), deren Passhöhe sich auf dem Seefelder Sattel befindet. Engstelle der Via Raetia, im 17. Jahrhundert zur Grenzbefestigung Porta Claudia ausgebaut.
- La Schlucht zwischen Munster (Haut-Rhin) und Gérardmer in den Vogesen, heutige regionale Grenze zwischen Lothringen und dem Elsass und früher zwischen Frankreich und dem Deutschen Reich. Sprachgrenze zwischen romanischen und deutschen Sprachen. La Schlucht ist eine Engstelle in der Kammlinie und wurde somit der höchste, aber kein historischer Pass der Vogesen. Er existiert erst seit der zweiten Hälfte des 19. Jahrhunderts, wo eine Straße (1857), später zwei Tramlinien jeweils und getrennt auf beiden Seiten des Passes (1903, 1907) angelegt wurden[2].
- Steinpass an der Saalach, deutsch-österreichische Staatsgrenze (Kleines deutsches Eck), der alte Saumpfad am Ufer wurde früher mit einem Pass (Passhöhe 100 m über Talgrund) bei Melleck umgangen, heute gibt es einen Scheiteltunnel – Talpass und Passübergang tragen denselben Namen.
- Pass Strub Lofer–Waidring (Salzburg/Tirol) – Engstelle mit alter Grenzfeste, die Talwasserscheide befindet sich, als solche unbenannt, direkt im Ort Waidring.
- Twenger Talpass im Lungauer Taurachtal zwischen Mauterndorf und Obertauern (Land Salzburg, Österreich).